# Château de Quantilly
 (mars 2025).
La mise en forme du texte ne suit pas les recommandations de Wikipédia : il faut le « wikifier ».
Les points d'amélioration suivants sont les cas les plus fréquents. Le détail des points à revoir est peut-être précisé sur la page de discussion.
- Les titres sont pré-formatés par le logiciel. Ils ne sont ni en capitales, ni en gras.
- Le texte ne doit pas être écrit en capitales (les noms de famille non plus), ni en gras, ni en italique, ni en « petit »…
- Le gras n'est utilisé que pour surligner le titre de l'article dans l'introduction, une seule fois.
- L'italique est rarement utilisé : mots en langue étrangère, titres d'œuvres, noms de bateaux, etc.
- Les citations ne sont pas en italique mais en corps de texte normal. Elles sont entourées par des guillemets français : « et ».
- Les listes à puces sont à éviter, des paragraphes rédigés étant largement préférés. Les tableaux sont à réserver à la présentation de données structurées (résultats, etc.).
- Les appels de note de bas de page (petits chiffres en exposant, introduits par l'outil «  Source ») sont à placer entre la fin de phrase et le point final[comme ça].
- Les liens internes (vers d'autres articles de Wikipédia) sont à choisir avec parcimonie. Créez des liens vers des articles approfondissant le sujet. Les termes génériques sans rapport avec le sujet sont à éviter, ainsi que les répétitions de liens vers un même terme.
- Les liens externes sont à placer uniquement dans une section « Liens externes », à la fin de l'article. Ces liens sont à choisir avec parcimonie suivant les règles définies. Si un lien sert de source à l'article, son insertion dans le texte est à faire par les notes de bas de page.
- La présentation des références doit suivre les conventions bibliographiques. Il est recommandé d'utiliser les modèles {{Ouvrage}}, {{Chapitre}}, {{Article}}, {{Lien web}} et/ou {{Bibliographie}}. Le mode d'édition visuel peut mettre en forme automatiquement les références.
- Insérer une infobox (cadre d'informations à droite) n'est pas obligatoire pour parachever la mise en page.

Pour une aide détaillée, merci de consulter Aide:Wikification.
Si vous pensez que ces points ont été résolus, vous pouvez retirer ce bandeau et améliorer la mise en forme d'un autre article.
 (février 2024).
Si vous disposez d'ouvrages ou d'articles de référence ou si vous connaissez des sites web de qualité traitant du thème abordé ici, merci de compléter l'article en donnant les références utiles à sa vérifiabilité et en les liant à la section « Notes et références ».
Le Château de Quantilly, dit aussi localement le "vieux château", est une demeure seigneuriale bâtie au XVIIIe siècle, faisant suite à une ou des constructions plus anciennes.

## Situation
Dans le village de Quantilly (Cher), au sein de la communauté de communes en Terres vives, le château est situé à 16 km au nord-est de Bourges en région Centre-Val de Loire, à proximité de Saint-Palais et Menetou-Salon.

## Historique
En 1310, quittance est donnée aux seigneurs de Menetou-Salon, Quantilly, par David et Jean Chambellan, ainsi que leur sœur Béatrix. Dans l'inventaire des titres de la seigneurie de Quantilly est conservée une lettre à bail de Simon de Sully, archevêque de Bourges au profit des chanoines du chapitre de Saint-Étienne de Bourges d'héritages sis à Quantilly en 1345. Robinet de Quantilly et Jean de Chaumoy, écuyers, composent au sujet du moulin de Villoises.
En février 1484, le roi de France Charles VIII décida par lettres que ses secrétaires étaient nobles, ainsi que leur postérité et qu'ils avaient rang de chevalier. Ce domaine devenait donc un franc fief, tout comme les nouveaux acquêts sans avoir à acquitter des droits auxquels les roturiers étaient soumis. C'est également là un privilège des habitants de Bourges par concessions formelles que fit Charles VII en 1437.
Par une lettre du roi Louis XII datée de Blois en octobre 1507, Jean Rogier le Jeune, seigneur de Quantilly, reçoit l'autorisation d'organiser deux foires franches: une le 20 juin et la seconde le 3 février. Au sujet des foires franches, une deuxième lettre cette fois du roi François Ier datée également de Blois mais adressée à Jacques Thiboust, en date de mai 1524 qui les octroient la première le 30 septembre et la suivante le 13 décembre, et qui demande l'année suivante le 16 mai 1525 l'insertion de celles-ci dans les privilèges royaux qui lui sont accordés 
La commission donnée en 1536 par Jean Bonnemaim, bailli de Quantilly chargé de faire prêter foi et hommage aux vassaux du seigneur des lieux, afin que celui-ci puisse à son tour le faire à  son roi. Dans le cas de refus, la saisie peut être prononcée à l'égard du contrevenant. C'est alors Jean Guillon, sergent de la seigneurie qui en a la charge. Jean Jacquier, sergent royal ordinaire au bailliage du Berry à fait savoir au bailli de Quantilly, qu'il a signifié aux personnes résidant à Bourges et possédant des fiefs ou arrière-fiefs relevant de Jacques Thiboust d'apporter la preuve de leur déclaration dans un espace de temps d'un mois sous peine de confiscation fait le 28 décembre 1538. Cette demeure seigneuriale était la propriété de Jacques Thiboust (1492-1555), et de sa femme Jeanne La Font qu'il épouse en 1521, mais qui meurt d'une courte maladie en août 1532. Son mari lui fit faire un tombeau dans l'église paroissiale de Quantilly où il viendra reposer à ses côtés en 1555.
Un terrible ouragan eut lieu en 1522, détruisant une grande partie des bois aux alentours de Quantilly et Menetou, qui obligera Jacques Thiboust à effectuer de gros travaux de transplantation, tenant au fossé nord-est de la basse-cour du château en ensemençant  de 22 boisseaux de glands prélevés dans les massifs de Menetou.
Le registre et pancarte des fiefs, arrière-fiefs, aveux et dénombrements de la seigneurie de Quantilly, de la liste des vassaux tenant des héritages, en foi et hommage, de Me Jacques Thiboust, "à la charge du quint denier", soit 4 sous tournois par livre, comme droit de rachat vers 1540
La seigneurie fut mise à bail en 1580 pour une année, moyennant 340 écus et trois sommes de poires et pommes, 1 de nèfles ici des châtaignes et des fruits cuits.
Jacques Thiboust fit planter dès son arrivée au château l'allée bordée par la chênaie  ainsi qu'une châtaigneraie, puis à l'hiver une partie de la vigne et le verger. En 1526, il fait terminer le verger, finit les plantations de pieds de vigne, puis la réalisation de buissons de glands et de fruits, complétée par une garenne
Il a fait l'acquisition de cette seigneurie pour la somme de 5 820 livres tournois en 1524. Jacques Thiboust donne quittance à René de Saint Germain et à sa femme Madeleine de la Rivaude de la somme de 20 écus d'or, payé par eux en exécution d'un arrangement au sujet du rachat de la seigneurie de la Rivaude
C'est l'époque où la noblesse se pique du Bel Esprit à la française  avec la venue à Bourges de Jacques Amiot (1513-1593) et de à son frère Jean. En 1543, avec le démembrement du fief de la Rivaude; Jacques Thiboust donne quittance à René de Saint-Germain, seigneur  des Hayes et de Chatillon et à son épouse Madeleine de La Rivaude de la somme de 20 écus d'or payée par eux en exécution d'un arrangement
Par la suite, la seigneurie et son château ont appartenu à l'archevêché de Bourges, qui le 14 novembre 1729 et les jours suivants, fait dresser un état des réparations à entreprendre par deux experts, messires Bertrand et Ragueneau.

## Architecture

### Château
Il est évident que ce château n'est pas la première construction en ce lieu. Car les textes nous donnent une liste de seigneurs depuis des temps plus anciens et qui avaient il ne faut pas en douter un toit pour se mettre à l'abri et gérer leurs affaires. En 1647, l'archevêque de Bourges Pierre d'Hardivilliers (1579-1649), décide de faire faire un descriptif de leur maison de campagne que constitue le château, mais malheureusement cette description n'est pas claire et ne permet pas une idée précise de l'allure de cette demeure.
La demeure seigneuriale était composée de deux bâtiments, de trois tours et d'un pavillon au dessus de l'entrée, et d'un autre petit bâtiment  où se trouve la chapelle. Ce château est entouré de fossés, lesquels sont déjà à cette époque comblés et emplis d'arbres, buissons et terres et que, d'après les apparences, il y a déjà longtemps que cette situation perdure.
Dans la cour du logis, et au devant dudit logis où se trouve la chapelle et la cuisine, il y a une terrasse et un escalier donnant accès à la terrasse pour se rendre au grand bâtiment et la chapelle. Laquelle terrasse est élevée à cinq pieds de hauteurs du rez-de-chaussée de la cour et est pavée par le dessus de grandes pierres de taille et il y a un balustre.

### Vergers, jardins et vignobles
La plantation du vignoble commença dès l'arrivée de Jacques Thiboust et fut achevée en 1526. Il obtint ses premiers plants du greffier des ducs d'Orléans, receveur des aides d'Anjou. Le terrain était de plan carré, de 100 mètres de côté, divisé en quatre parcelles par des allées d'arbres fruitiers, d'une superficie avoisinant un hectare soit a l'époque  un arpent 1/2, chaque quartier avec son cépage et sa couleur. Le premier carré portait des raisins rouges ceps de Beaune, coteau berrichon de l'Yèvre (Turly), le second: d'Anjou et de Marche cultivé près d'Argenton. Il fit venir de ses autres vignes quelques plans pour compléter son carré. Le raisin blanc (Sauvignon) venant de Sancerre, cadeau de son ami l'abbé de Saint-Satur et des siennes à Le Meslier et "Cabas", à Issoudun, un (pinot gris) et de Sainte-Lizaigne, ainsi que d'autres venant de Saint-Georges-sur-Moulon et Saint-Pryvé-Saint-Mesmin sur Orléans.

### Dépendances
Au début du XXIe siècle restent :
- les vestiges du pont levis
- la chapelle, construite à la demande de Jacques Thiboust.
- la fontaine
- le petit appentis où sont les commodités communes.
- le petit bâtiment faisant face au château
- le grand bâtiment à droite avec grenier couvert de tuiles et flanqué de deux tours couvertes d'ardoises dont ne jouit pas le fermier (Rabillon - 1729). Le fermier logeant aux extrémités du bâtiment.
- le logis avec boulangerie et cave voûtée.

## Propriétaires
- 1250 (vers) - Robinet de Quantilly[11], fait donation de sa seigneurie de Quantilly à Robert de Bonnay[12]. Robinet de Quantilly fait don en même temps que de la seigneurie des droits de Haute, Moyenne et Basse justice (sd)[13]
- 13.. - Guillaume de Bonnay, lègue à son fils qui suit
- 1334 - v.1385 - Arnould de Bonnay, maréchal de Berry le 1er février 1384, seigneur de Bonnay, Pougues, (1309) Bermieu, Champallement en Nivernais, seigneur de Précy par sa femme: Isabeau de Sancerre (Isabelle), qu'il épouse en 1356. Veuve, dame de Précy et de Menetou-Salon, Saint-Cyr, La Bussière[14], fille de Louis 1er Carbonel de Sancerre, seigneur de Menetou-Salon, de la Bussière, et Jeanne de Mornay (de la Ferté), dame de Saint Cyr à la Ferté, et de Précy. En 1346, il participe à la bataille de Crécy où il est fait chevalier[15],[16]
- 1397 - Robert de Bonnay (v.1351-1415), chevalier bachelier, seigneur de Bonnay, de Garde, de Bussiére, et Quantilly, maréchal héréditaire de Berry, bailli de Mâcon; Sénéchal de Lyon, sénéchal de Quercy où il jure fidélité à  Aymeric de Peyrac (1371-1407), abbé de l'abbaye Saint-Pierre de Moissac[17]. Présent à la Bataille d'Azincourt où il fut tué, il était le fils d'Arnould II et est mort sans postérité [18]
- 1385 - Philippe de Bonnay, (épouse le 19 janvier 1385 avec Galienne de Monteruc, fille d'Étienne de Monteruc, Sgr de Meauce et de Marguerite de Meauce qui ont deux fils : Jean 1390-1448 et Pierre 1380-1458), succède à son frère Robert de Bonnay
- 1439 - Jean de Bonnay, succède à son frère Philippe.
- 1469 - Jeanne de Bonnay [19]épouse cette année là  Hugues (Jean) Carmaing, vicomte de Rodés, Maître, baron de Saissac
- 14..-1450 : Hugues de Carmaing[20], vend à Jacques Cœur, Menetou et Quantilly
- 1450-1451: 3 février 1450, Jacques Cœur (1395/1400-1456) achète ce jour les seigneuries de Quantilly et Menetou
- 1451 : Antoinette de Maignelais (v.1434-1470), vicomtesse de la Guerche, et de Saint-Sauveur-le-Vicomte. Puis les terres offertes  par le roi à sa maîtresse après la saisie des biens de Jacques Cœur, dont: Montrésor, Menetou-Salon, et Quantilly[21]
- v.1452 Marie Coeur (1473-1557), petite fille de Jacques ayant récupéré cette seigneurie la vend avec son époux, par devant Michel Pilleur et Louis Bertholomy, notaires au Châtelet de Paris, cession effectuée par noble homme Eustache L(h)uillier, et sa femme Marie Coeur (Cueur) à  Jean Rogier le jeune, marchand demeurant à Bourges, la terre et seigneurie de Quantilly[22]
- avant 1524 : héritiers de Jean Rogier
- 26 avril 1524 Jacques Thiboust et son épouse Jeanne La Font achètent aux héritiers de Jean Rogier la seigneurie et terres de Quantilly[23]
- v.1450 - Thomas Thiboust, seigneur de Dervaux, époux de Jeanne de Rusticat (?-8 août 1522)
- 1524 - Jacques Thiboust (1492-1555) notaire royal et secrétaire de François Ier, roi de France, et de Marguerite de Valois-Angoulême (1492-1549), et de son épouse Jeanne La Font qu'il épouse en 1521. Il est l'auteur du Terrier de la seigneurie en 1543[24]

Il démembre le fief de La Rivaude
- 13 février 1651 au 17 mars 1662, Anne de Lévis de Ventadour (v.1605-1662), qui fit réparer le château avec la remise à neuf du logis principal qui regarde vers les vergers et sur les jardins nouvellement plantés.
- vers 1700-1791 - Archevéché de Bourges
- Le 14 juin 1791 pendant la Révolution française: Vente sur saisie des terres et dépendances de cette seigneurie ecclésiastique déclarée bien national pour la somme de 24,000 francs acquises par Gabard et Rabillon des Marquions. Ce dernier était l'ancien fermier du domaine[26]
- Jeanne Guillot en hérite et l'apporte en dot à son mari Charles Valéry Batailler.
- 1850 - Charles Valéry Batailler, homme d'affaires, conseiller général du canton de Saint-Martin-d'Auxigny

## Terrier de la seigneurie
La seigneurie de Quantilly est un démembrement de celle de Menetou-Salon dont elle fut détachée au XIIIe siècle en faveur des puînés qui joignirent ce surnom de Quantilly à leur nom
Les titres du terrier de la seigneurie de Quantilly s'étendent de 1186 à 1543. Le terrier en est dressé en 1543 par Jacques Thiboust en francais-latin, illustration de Guillaume Augier.
Terrier de Quantilly lire en ligne
La seigneurie appartient à Jean Rogier jusqu'au 26 avril 1524, date à laquelle il la vend pour 5 820 livres tournois à Jacques Thiboust qui en prend possession le 4 mai de la même année et fait réaliser par deux maîtres maçons de Bourges l'arpentage du château et des terres de son fief.
- Département des terres des Brosses ou terres franches à Chavannes[30]. L'ensemble de ces terres franches ne peuvent être partagées qu'entre uniquement des personnes y habitants. Elles représentent une superficie de 126 arpents à  diviser en 54 lots[31]
- Fief de Quantilly plan de situation vers 1790[32]

### Droits seigneuriaux
censtenus en foi et hommage par Jacques Thiboust, de Marguerite de Navarre, à cause de son château de Quantilly, 13 février 1538 : Menetou-Salon - Saint-Georges-sur-Moulon -  Saint-Michel-de-Volangis - Saint-Eloy-de-Gy - Sancerre - Neuvy-Deux-Clochers

## Armoiries
* Armes de Bonnay« D'azur au chef d'or un lion couronné d' argent brochant sur le tout »supports : deux griffons; manteau: pair de France
Devise Oneques ne décrié (Jamais ne decrit)
* Armes de Carmaing« Écartelé au 1 et 4 d'argent au lion d'azur accompagné de huit tourteaux de gueules rangé en orle aux 2 et 3 de gueules à deux fasces d'or »
* Armes de Jacques Cœur« D'azur à la fasce d'or chargée de trois coquilles de sable accompagnées de trois cœurs au naturel »
Devise«  a vaillants cœurs, rien d'impossible »
* Armes de Thiboust« D'argent à la face de sable, chargé de trous glands attachés à leurs coupettes et branchettes d'or accompagné de trois feuille de chêne de sinople, deux en chef, une en pointe »
* Armes Thiboust écartelées« Écartelée, 1 et 4, D'azur à une comète d'or à deux perroquets qui est de Villemer ; au 2 et 3 d'or à deux perroquets adossés de sinople, membrés et becqués de gueules , qui est de Rusticat ».De chaque côté des armoiries devise et anagramme de " L'EX et REGNO ", et " QUI VOIT SELBAT"
* Armes de La Font« D'azur au chevron d'or, accompagné de deux étoiles en six pointes, au chef d'or chargé d'un lion léopard de sable ».

## Vassaux des fiefs; arrière-fiefs, et aveux
Extraits d'après les registres et pancarte des fiefs, arriere-fiefs, aveux et dénombrements de la seigneurie de Quantilly, de la liste des vassaux cités, tenants des héritages,et devant prononcer un serment solennel de fidélité, foi et hommage « à la charge du quint denier, soit 4 sous tournois par livre comme droit de rachat »
Patrofle Pithois, sergent royal des lettres de François Ier, roi de France fit publication en la ville de Bourges de la lettre du 15 octobre 1538 (20 décembre 1538), traitant de ce sujet
Jean Guillon, sergent de la seigneurie rédige un exploit à l'occasion des saisies qu'il doit effectuer à la suite de la non-exécution des injonctions que la commission de la Chambre des comptes de Paris a chargé Jean Bonnemain, le bailli de faire prêter foi et hommage aux vassaux du roi, le 9 août 1538 afin que le seigneur des lieux puisse lui même remplir son devoir, il a pour se faire donné commission au premier sergent d'exécuter cette ordre
- Jean de la Rivaude, sieur de la Rivaude, et sa sœur
- Jean de Boursier, écuyer,
- Guillaume Garreau, écuyer,
- Étienne Laverjat, dit "Groslon"
- René Leconte, écuyer, conseiller et avocat à Bourges, fils ainé du suivant,
- René Leconte, élu de Beauvais, bourgeois de Paris et de Catherine de la Barre,
- Simon Anjorrant
- Philippin Laverjat, marchand Tillier et chaufournier de Quantilly,
- Odin Gaultier, fils d'Odin Gaultier, notaire de Bourges, procureur et vicaire vivant et mourant de la communauté des notaires ecclésiastiques de Bourges,
- Charles Boni, sieur de Courpoy, et de Feroles, procureur général du roi, et garde des sceaux aux contrats de Menetou-Salon,
- Jean Arnault, seigneur de la Garenne en la paroisse d'Étréchy,
- Maître  Jean de Sauzay, sieur du Moutet, et Jean Dudre, notaire et secrétaire du roi à cause de Michelle de Sais au sa femme,
- Monsieur le curé de Quantilly[46]

Les articles des serments solennels de fidélité dus par les vassaux du seigneur de Quantilly, sont conservés aux Archives départementales du Cher (F°.5.vo.).

## Autres propriétés
- Orléans : Saint-Privé - Saint-Georges-sur-Moulon (vignes)
- Issoudun Meslier - Cabas (vignes, pineau au gris)

## Visiteurs célèbres
- François Habert (1510-1561) venu à plusieurs reprises séjourner chez ses amis Thiboust et La Font, pour qui il a écrit :  L'Amant infortuné vers 1530, ouvrage manuscrit[47]

### Iconographie
- Jean Clouet, Portrait de Jacques Thiboust, hst, 1516, non localisé [48]